# Octave de Ségur
Pour les autres membres de la famille, voir Famille de Ségur.
Octave-Henri Gabriel, comte de Ségur, né le 5 juin 1779 à Paris et mort le 15 août 1818 dans la même ville, est un militaire et homme de lettres français des XVIIIe et XIXe siècles. 

## Biographie
Il est né à Paris, fils aîné du comte Louis-Philippe de Ségur (fils du maréchal de Ségur) et d'Antoinette Élisabeth d'Aguesseau (sœur d'Henri-Cardin ci-dessous). 
Sous-préfet de Soissons, il s'engage en 1803 comme simple soldat au 6e régiment de hussards sous le faux nom de Ponchat, à la suite de déceptions conjugales. Disparu, il est reconnu lors d'une revue par son frère Philippe-Paul, major du régiment, (la comtesse de Boigne, dans ses Mémoires -Le temps retrouvé, tome I, page 299- affirme au contraire que la mission de Paul fut infructueuse) ( le general Marbot dans ses mémoires affirmera que son frère Paul ne le reconnut pas pendant cette revue , tome 2 ,pg 72) et ne réapparaît que sept ans plus tard, servant  comme officier d'ordonnance du maréchal Masséna et capitaine au 8e hussards.
Marqué par les infidélités de son épouse, il se suicide en se jetant du Pont Royal dans la Seine le 15 août 1818.

### Mariage et descendance
Il se marie le 13 mars 1797 avec sa cousine germaine Marie Félicité d'Aguesseau (morte à Paris le 16 janvier 1847), fille d'Henri-Cardin-Jean-Baptiste d'Aguesseau et de Marie Catherine de Lamoignon (fille de Chrétien-François). Ils ont trois enfants :
- Eugène Henri Raymond, comte de Ségur (Fresnes-sur-Marne, Seine-et-Marne, 12 février 1798 - Château de Méry-sur-Oise, 15 juillet 1869), marié le 13/14 juillet 1819 avec Sophie Feodorovna Rostopchine (Saint-Pétersbourg, 1er août 1799 - Paris, 9 février 1874). Ils ont eu huit enfants.
- Adolphe Louis Marie, vicomte de Ségur-Lamoignon (Paris, 31 août 1800 - Château de Méry-sur-Oise, 30 novembre 1876), marié le 15 octobre 1823 avec sa grande-cousine Marie Louise Augustine Félicité de Lamoignon (Paris, 18 décembre 1805 - Paris, 18 février 1860), fille d'Anne-Pierre-Chrétien de Lamoignon (1770-1827 ; fils de Chrétien-François) et Marie-Louise-Félicité Molé, héritière du domaine de Méry. Couple resté sans descendance : leur héritage passe aux descendants du frère aîné d'Adolphe, Eugène de Ségur ci-dessus, qui relèvent le nom de Ségur-Lamoignon.
- Raymond Jean Paul, comte de Ségur d'Aguesseau (Paris, 18 février 1803 - Château d'Oléac, Hautes-Pyrénées, 13 février 1889), marié une première fois à Rome, le 5 février 1825 avec Nadine Schwetchine-Luz-Saint-Sauveur (? - 15 juillet 1836). De ce mariage sont nés trois enfants. Et marié une seconde fois, le 20 avril 1845, avec la princesse Lubomirska (12 mars 1817 - Château d'Oléac, Hautes-Pyrénées, 31 janvier 1889). De cette seconde union sont nés six enfants.

## Publications
- Lettres élémentaires sur la chimie (1803)

### Traductions
- Flore des jeunes personnes, ou Lettres élémentaires sur la botanique (1801)
- Bélinde (1802)
- Ethelwina (1802)

## Sources
- André Gavoty, « La Mystérieuse disparition d'Octave de Ségur », Historia, avril 1947